# Ferrocarril de Riotinto
El ferrocarril de Riotinto fue una línea férrea española, de carácter eminentemente minero-industrial y vía estrecha, que estuvo en servicio entre 1875 y 1984. El trazado llegó a ser uno de los principales ferrocarriles de la provincia de Huelva, disponiendo también de un amplio parque móvil y motor.
La línea fue construida entre 1873 y 1875 por la británica Rio Tinto Company Limited (RTC), que buscaba dar salida por mar a los minerales que extraía de sus yacimientos en la cuenca minera de Riotinto-Nerva. Durante buena parte del trazado la vía transitaba paralela al curso del río Tinto, si bien en su última etapa lo hacía junto a la línea Sevilla-Huelva de ancho ibérico. Por espacio de un siglo constituyó uno de los ferrocarriles mineros de España que más tráfico acogía, convirtiéndose también en uno de los principales por sus características. Así mismo, dispuso de un amplio parque móvil y motor, al punto de llegar a ser este el segundo más numeroso del país tras el de RENFE. La línea dejó de prestar servicio en 1984, fecha en que fue clausurada al tráfico.
Tras varios años en los que las infraestructuras estuvieron abandonadas y sometidas al pillaje, a finales de la década de 1980 se tomó la iniciativa de recuperar la histórica línea férrea con vistas a ponerla de nuevo en servicio. Esta labor se desarrollaría en la década de 1990, período durante el cual también se puso en marcha el popular ferrocarril turístico minero. En la actualidad un pequeño tramo ferroviario, de unos once kilómetros de longitud, se mantiene operativo con fines turísticos y recreativos. El resto del trazado se encuentra abandonado o ha sido desmantelado.

## Historia

### Orígenes y construcción
Históricamente, el territorio de la provincia de Huelva ha sido rico en yacimientos mineros de diverso tipo, como era el caso de la minas de Riotinto. Durante la segunda mitad del siglo XIX la explotación de diversos yacimientos de la provincia pasó a manos extranjeras, principalmente británicas. En paralelo a este proceso, se construyó una red de líneas férreas que permitieron conectar las minas con los puertos costeros, como fueron el ferrocarril de Buitrón (1870) o el ferrocarril de Tharsis (1871). La cuenca de Riotinto, rica en piritas y cobre, fue de especial interés para la casa Rothschild. Después de un proceso que duró años, los Rothschild finalmente compraron la propiedad de las minas al Estado en 1873. Esta fue transferida a continuación a la británica Rio Tinto Company Limited (RTC), constituida en Londres ese mismo año. La compra de las minas se vio acompañada de una concesión estatal para construir una línea férrea que las conectase con el puerto de Huelva y permitiera así el traslado de los minerales extraídos hasta la costa. La construcción del ferrocarril comenzó en junio de 1873 por parte de la Rio Tinto Company. El ingeniero encargado de diseñar el trazado fue George Barclay Bruce.
Los trabajos de construcción fueron realizados en cinco tramos distintos de forma simultánea y tuvieron una duración de dos años. La parte más complicada de las obras se encontraba entre las minas de Riotinto y el municipio de Niebla, sección donde el trazado debía transitar en paralelo al cauce del río Tinto. Al margen de los terrenos particulares que la RTC adquirió para tender las vías, el Estado también cedió tierras de dominio público y autorizó las expropiaciones forzosas por causa de utilidad pública. La Rio Tinto Company Limited llegó a un acuerdo con la compañía explotadora del ferrocarril de Buitrón para el transporte de materiales de construcción, utilizándose también las instalaciones que esta empresa poseía en San Juan del Puerto para el desembarque de material ferroviario. Como balasto para las vías se empleó la escoria resultante de las antiguas labores mineras realizadas en época romana, cuya presencia en la cuenca de Riotinto era abundante.

### Explotación británica

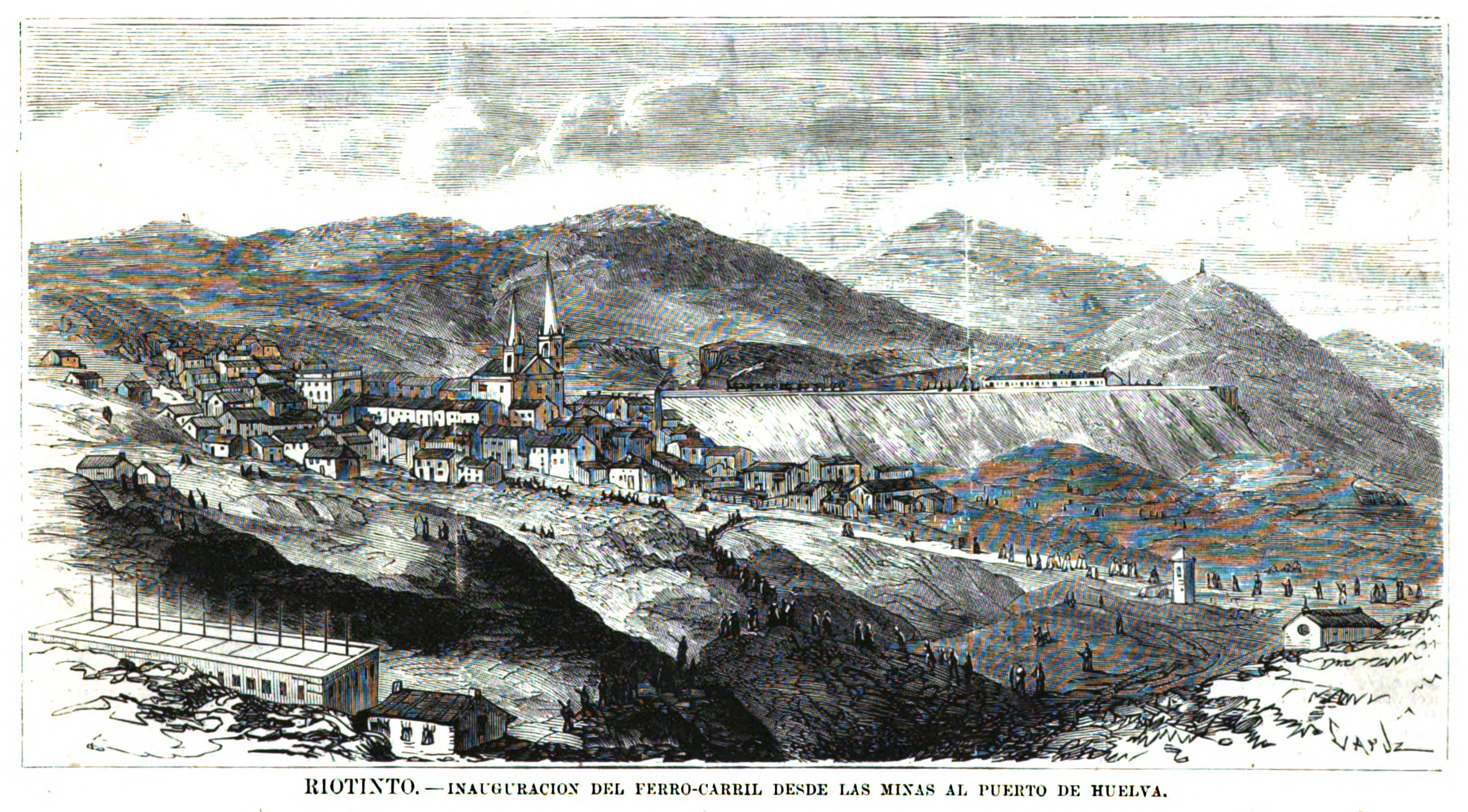
«Riotinto—Inauguración del ferro-carril desde las minas al puerto de Huelva» (La Ilustración Española y Americana, 15 de agosto de 1875).

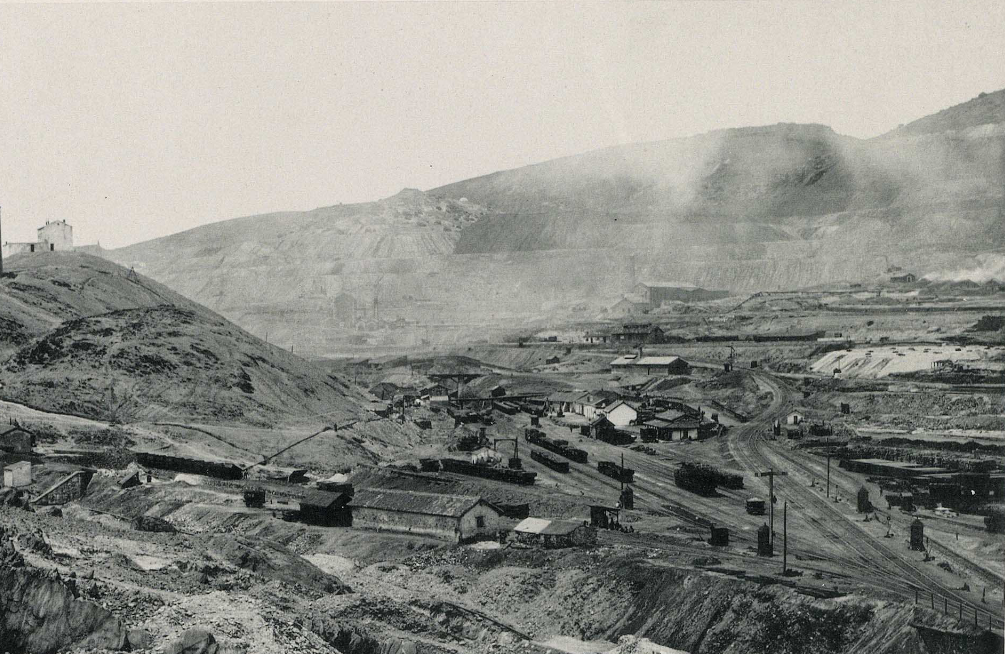
Río Tinto-Estación, en 1892.

El ferrocarril de Riotinto fue inaugurado oficialmente el 28 de julio de 1875, y empezó a operar para comienzos de agosto del mismo año. Debido a la urgencia que tenía la RTC por su entrada en servicio, las obras avanzaron con celeridad. La construcción fue finalizada tres meses antes de lo estimado y también con un coste económico de 767 190 libras esterlinas de la época, una cifra menor a la prevista. Un año después entró en servicio en Huelva un muelle-embarcadero de mineral que se había levantado sobre las aguas del río Odiel. La infraestructura era de hierro y madera, constaba de tres pisos y una longitud de 226 metros.
El trazado poseía un ancho de vía de 1067 milímetros, tuvo una longitud de 83,67 kilómetros y contó con hasta una docena de estaciones. A la línea principal se sumarían con posterioridad algunos ramales que se construyeron para enlazar esta con los yacimientos e instalaciones industriales de la zona —en total, se configuró una red de casi 360 km—. El ferrocarril comenzaba en el complejo minero de la compañía y seguía paralelo al curso del río Tinto, hasta llegar al puerto de Huelva. En 1896, con la línea Sevilla-Huelva ya en servicio, se construyó un empalme en la estación de Las Mallas para efectuar transbordos entre ambas líneas.
En sus primeros tiempos el tráfico ferroviario tuvo un carácter irregular, puesto que dependía de si había barcos atracados en el puerto para cargar mineral. Otro problema era el desgaste que sufrían las locomotoras en los viajes entre Riotinto y Huelva, especialmente a la vuelta, debido a la fuerte pendiente. A partir de 1895 se adoptó el siguiente sistema: las locomotoras con base en Huelva traccionarían los trenes hasta la estación de Gadea, donde máquinas procedentes de Riotinto se harían cargo de estos durante el resto del trayecto. También se empezó a adoptar la doble tracción, que permitió mover convoyes más grandes y aumentar la carga transportada. Durante 1929 el ferrocarril movió 1 740 854 toneladas de mineral y 15 369 de mercancías, una cifra que constituyó su máximo histórico. Cabe señalar que la entrada en funcionamiento del ferrocarril de Riotinto permitió la llegada de determinados productos desde la zona costera y la campiña hasta la cuenca minera. Esta circunstancia supuso un abaratamiento de estas mercancías, lo cual se traduciría en una mejora del nivel de vida de los habitantes de la zona.
En 1904 entraron en servicio dos nuevos ramales que partían del núcleo de Riotinto: uno que llegaba hasta Nerva y otro que alcanzaba Zalamea la Real. Tres años antes el Estado había autorizado a RTC la construcción de los nuevos trazados, que buscaban proveer de medios de transporte a los obreros de las minas que vivían en las localidades de Nerva, El Campillo y Zalamea la Real, permitiendo así trasladarlos al trabajo y a sus casas cada día. En su época a través de estos ramales se llegó a transportar mensualmente a 85 972 obreros y 11 686 particulares (familiares), así como 48 toneladas de mercancías. No obstante, la explotación ferroviaria de los ramales fue económicamente deficitaria. Entre 1883 y 1913 estuvo operativa otra desviación que enlazaba la vía general con las instalaciones de la mina de Peña del Hierro.
Aunque a lo largo de su historia el tráfico principal del ferrocarril consistió en el transporte de mineral, el trazado acabaría siendo utilizado para el tránsito de pasajeros después de que los municipios de la zona lo solicitaran. Los servicios de viajeros comenzaron en 1895, atravesando distintas etapas. Inicialmente los pasajeros viajaban gratis mediante un sistema de pases otorgados por la compañía, circunstancia que motivó un gran malestar entre aquellos sectores agraviados y que, tras numerosas protestas, llevaría a la RTC a implantar un sistema de tarifas. Existían unos servicios especiales, los «trenes obreros», que transportaban a los técnicos y trabajadores desde las distintas poblaciones a los lugares de trabajo. Estos «trenes obreros» solo circulaban por la zona de la cuenca minera y realizaban varios servicios diarios, tanto de ida como de vuelta. Además de viajes ocasionales a Huelva, los empleados de la RTC y sus familias también utilizaban el tren en verano para trasladarse a la playa que tenía la compañía en Punta Umbría. El tráfico ferroviario se vio afectado por las huelgas de 1913 y 1920, las cuales paralizaron la actividad de la cuenca minera de Riotinto-Nerva. Durante la huelga minera de 1920 los obreros del ferrocarril iniciaron un paro generalizado y la línea llegó a quedar paralizada, debiendo hacerse cargo de su explotación soldados del ejército llegados a la zona.
El crecimiento de tráfico que vivió el ferrocarril desde comienzos del siglo XX llevó a la compañía a introducir una serie de modificaciones para permitir la doble tracción, lo que posibilitaba la circulación de convoyes de mayor tamaño. Este incremento fue de hasta un 35 % entre 1907 y 1912, por lo que RTC debió comprar nuevos vagones de mercancías. Hubo un proyecto para electrificar la vía general del ferrocarril con el objetivo de ahorrar gastos, si bien no se llegó a implementar debido al estallido de la Primera Guerra Mundial y los trastornos que esta supuso. Lo que sí llegó a realizarse durante esta época, entre 1915 y 1918, fue una renovación del carril de la vía a partir de raíles de 65 libras fabricados por los Altos Hornos de Vizcaya. El carril fue revisado por segunda vez a partir de 1935, aunque el proceso se dilataría por más de veinte años. A partir de 1931 el ferrocarril de Riotinto conoció un fuerte impulso con la llegada del ingeniero británico George Rice, considerado un experto en lo que a ferrocarriles se refería. Bajo la dirección de Rice, durante los siguientes años acometieron importantes reformas en la vía general y en las obras de fábrica (túneles, puentes) para facilitar la circulación por la línea de locomotoras más potentes. En esa misma época también entraron en servicio dos locomotoras «Garrat» que RTC había adquirido tiempo atrás para potenciar la tracción.

### Explotación española

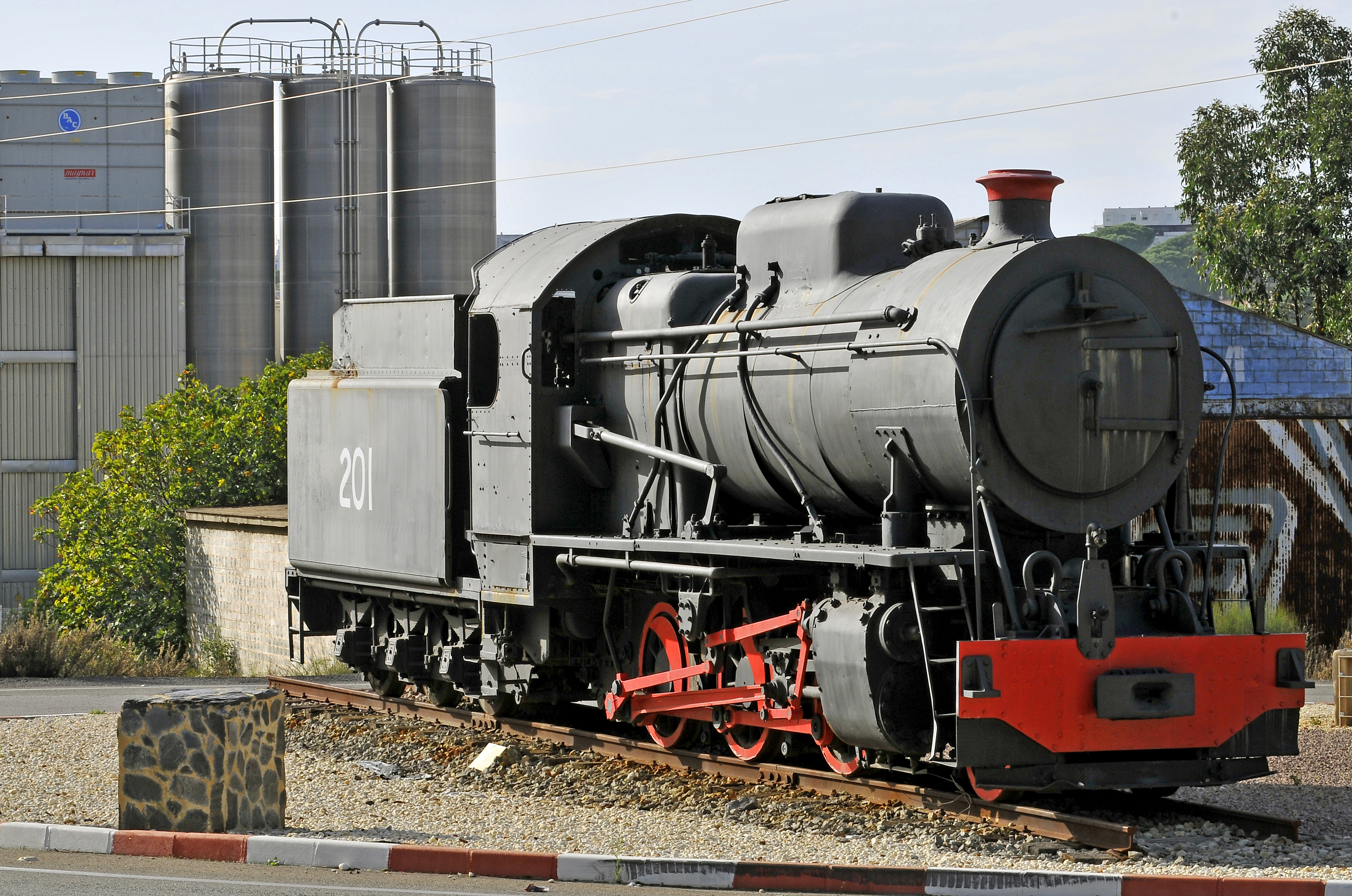
Vista de la locomotora n.º 201, del tipo «Mogul», actualmente conservada en Minas de Riotinto. Esta serie fue muy empleada en labores de tracción.

En 1954 la administración y propiedad del ferrocarril pasaron a manos de la Compañía Española de Minas de Río Tinto (CEMRT), tras la adquisición de las minas de Riotinto y sus instalaciones por capitalistas españoles. En 1970 la gestión fue asumida por Unión Explosivos Río Tinto (ERT), de nueva creación.
Debido al gran volumen de tráfico que soportaba, el ferrocarril de Riotinto dispuso de un amplio parque móvil y motor, llegando a ser en su época el segundo más numeroso de España tras el de RENFE. A mediados de la década de 1950 contaba con 120 locomotoras, unos 3000 vagones de mercancías de gran capacidad o vagonetas, y diverso material de carácter auxiliar, como dresinas o grúas. Con vistas a introducir nuevo material motor, RTC había adquirido por aquella época unas nuevas locomotoras de vapor tipo Mogul, las conocidas como «Gildas», que llegaron a España en 1954. Aunque durante la mayor parte de la existencia del ferrocarril imperó el uso de locomotoras de vapor, con el tiempo se acabaría introduciendo la tracción diésel en un intento por modernizar el parque motor. Destacaría en este sentido la compra en la década de 1960 de un tractor Fried-Krupp y de varias locomotoras diésel tipo Creusot. A esto se sumaba la adquisición en el pasado de una serie de locomotoras eléctricas de pantógrafo para su explotación subterránea en el túnel n.º 16 de Naya y en el Filón Norte.
En 1968 se suprimieron los servicios de viajeros del ferrocarril de Riotinto, así como los «trenes obreros» que transportaban a los empleados a los puestos de trabajo. Ello se debió a la proliferación del automóvil como medio de transporte privado y a lo deficitarios que resultaban estos servicios para la propietaria del ferrocarril. Unos años después, en 1978, se clausuraron definitivamente los ramales que iban a Nerva y Zalamea la Real. En 1974 el trazado comprendido entre Las Mallas y Huelva fue cerrado al tráfico, quedando inactivas las infraestructuras. A partir de entonces los trenes procedentes de las minas llegarían hasta el complejo de Las Mallas, donde el mineral sería cargado en camiones y posteriormente transportado desde allí hasta Huelva —con destino a las nuevas instalaciones del Polo Químico—. Como resultado de la nueva situación, un año después el muelle-embarcadero del río Odiel dejó de prestar servicio, quedando también esta infraestructura abandonada. Desde 1975 las locomotoras de vapor fueron apartadas definitivamente de las labores de tracción en la línea, papel que pasaron a asumir las locomotoras diésel. En mayo de 1975 y en abril de 1979 se adquirieron dos nuevas máquinas diésel modelo Alco (n.º 911 y n.º 912), las cuales darían un resultado satisfactorio.

### Clausura y abandono
Durante sus últimos años el tráfico ferroviario experimentó un declive tal que su explotación dejó de ser económicamente rentable para la compañía propietaria. Aunque se llegaron a realizar varios estudios por parte de Río Tinto Minera de cara al posible mantenimiento en servicio del ferrocarril, finalmente esta posibilidad no se materializó. En febrero de 1984 la línea fue clausurada al tráfico, tras haberse realizado el último servicio regular. El 8 de febrero de 1984 circuló un tren tirado por la locomotora n.º 911 en un trayecto desde Las Mallas a Riotinto, con el fin de retirar vagones vacíos. Tras la clausura del ferrocarril las instalaciones quedaron abandonadas y sometidas a un desmantelamiento incontrolado, viéndose afectadas tanto las vías férreas como el material móvil estacionado en el depósito de locomotoras de Zarandas. Muchas estaciones del trazado se vieron gravemente deterioradas, mientras que las históricas instalaciones de Río Tinto-Estación y Huelva terminarían desapareciendo en su mayor parte tras ser desmanteladas. Además, algunos tramos del antiguo trazado fueron desmontados en buena medida, procediéndose al levantamiento de vías y traviesas.

### Recuperación: uso turístico
Desde finales de la década de 1980 se realizaron diversas iniciativas encaminadas a la recuperación de las infraestructuras ferroviarias y frenar su deterioro. En ese contexto, la empresa Río Tinto Minera transfirió sus activos patrimoniales de carácter histórico a la Fundación Río Tinto (FRT), entidad creada en 1987 que desarrolló muchas de estas labores. La línea férrea pasó a formar parte del patrimonio de la FRT. En 1990 se realizó un estudio sobre las posibilidades que tenía el uso del ferrocarril minero con fines turísticos, si bien este acabaría siendo desestimado por su alto coste económico. Un segundo proyecto, fechado en 1993, preveía la rehabilitación del tendido ferroviario a través de varias fases. Bajo estos postulados, se procedió a la recuperación del parque móvil y de las infraestructuras, labor que incluyó la restauración de las vías y la rehabilitación de estaciones como Zarandas-Naya o Los Frailes. Dado que las antiguas instalaciones de Río Tinto-Estación habían sido desmanteladas, la rehabilitación del trazado se inició cerca de los antiguos Talleres Mina, levantándose un nuevo recinto ferroviario con el fin de acoger a los visitantes y los trenes.

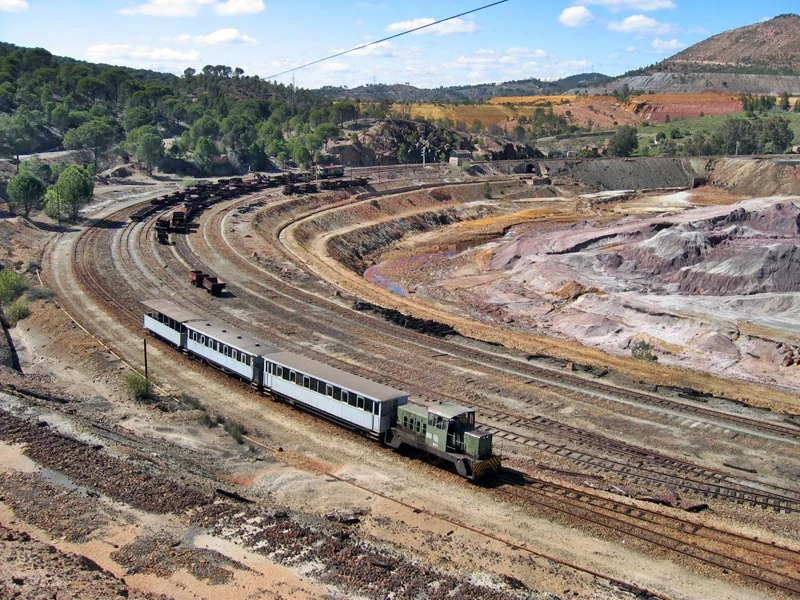
El tren turístico minero a su paso por Zarandas-Naya, en 2007.

Todos estos trabajos permitieron la reapertura parcial del ferrocarril de Riotinto en noviembre de 1994. Inicialmente fue reabierta al servicio una pequeña sección, comprendida entre Talleres Mina y Zarandas; en febrero de 1997 la vía operativa fue ampliada hasta la estación de Los Frailes. A partir del material móvil histórico que se logró recuperar durante esos años —incluyendo dos locomotoras de vapor— se constituyó el denominado tren turístico minero, que ofrece servicios de carácter recreativo por la antigua ruta del ferrocarril. Por su parte, algunas locomotoras y vagones fueron trasladados para su exposición en el Museo Minero de Riotinto.
En total, se recuperaron para el servicio unos once kilómetros de ferrocarril. Situación bien distinta ha ocurrido en el resto de la antigua línea férrea. El trazado entre Los Frailes y Manantiales continuó intacto; aunque en un principio estuvo prevista su recuperación, con el paso de los años ello no se ha llegado a materializar. En el trayecto comprendido entre Las Mallas y Huelva la vía ha sido desmantelada en su mayor parte, si bien algunas estaciones y puentes han quedado preservados. La vía entre las estaciones de Manantiales y Las Mallas también ha desaparecido. Buena parte de este desmantelamiento de infraestructuras se puede atribuir a la acción de chatarreros ilegales, muchos de los cuales proliferaron tras su abandono durante la década de 1980. También cabe señalar que una antigua sección del ferrocarril ha sido rehabilitada para uso ciclista y peatonal, la llamada vía verde de Riotinto, que discurre entre Zalamea la Real y Minas de Riotinto.

## Trazado y características
El ferrocarril de Riotinto, que empleaba un ancho de vía de 1067 mm, llegó a contar con una línea principal de más de ochenta kilómetros de longitud. A lo largo del trayecto predominó la vía única, si bien entre Río Tinto-Estación y Marín existía una sección en vía doble debido al intenso tráfico. La línea principal transitaba paralela al curso del río Tinto, con un trazado serpenteante y una pendiente media de 1,176 %, si bien en su último tramo lo hacía sobre una zona llana. En cualquier caso, las dificultades orográficas de la zona llevaron a la construcción de hasta ocho puentes y cinco túneles, así como numerosas trincheras.
En un principio fueron levantadas una docena de estaciones o apartaderos para regular el tráfico de la línea, a las que después se incorporarían otras nuevas con la construcción de los ramales. De entre todas ellas destacaba el complejo de Río Tinto-Estación, que constituyó un importante nudo ferroviario en el que confluían las vías que iban a Nerva y Zalamea la Real. En Huelva se encontraban situados los talleres generales y una amplia playa de vías para maniobras; desde esta estación también se controlaba el tráfico de toda la red. Además, a lo largo del recorrido se levantaron varias casas de palancas que permitían controlar los cambios de aguja y señales. En la actualidad solo se mantiene operativo un tramo de unos once kilómetros comprendido entre las estaciones de Talleres Mina y Los Frailes, mientras que las principales instalaciones ferroviarias de la línea se encuentran ubicadas en el complejo de Zarandas-Naya.

## Parque móvil
El parque móvil de Riotinto llegó a ser en su época uno de los más importantes de todos los ferrocarriles españoles. A lo largo de su historia alcanzó a emplear un total de hasta 143 locomotoras de vapor, 9 de tracción diésel y otras tantas eléctricas —estas últimas destinadas a la explotación subterránea en las minas—. Para el transporte de minerales y mercancías contó con unos 1300 vagones de distinto tipo y unas 2000 vagonetas de mina. La RTC también adquirió 36 coches de viajeros para el tráfico de pasajeros, así como algún automotor. Desde 1987 la Fundación Río Tinto ha logrado preservar una parte del patrimonio ferroviario heredado. En la actualidad se mantienen en estado operativo las locomotoras de vapor n.º 14 y 51, así como los tractores diésel n.º 931, 932 y 933.